# Sam Heughan
Sam Roland Heughan (ur. 30 kwietnia 1980 w New Galloway) – szkocki aktor telewizyjny, teatralny i filmowy.

## Życiorys

### Wczesne lata
Urodził się w New Galloway w Dumfries and Galloway, w południowo-zachodniej Szkocji. Studiował w Royal Scottish Academy of Music and Drama (obecnie Royal Conservatoire of Scotland) w Glasgow.

### Kariera
Za rolę Johna w sztuce Odległe wyspy (Outlying Islands, 2002) na londyńskiej scenie Royal Court Theatre Upstairs zdobył nominację do Laurence Olivier Award jako najbardziej obiecujący aktor. W 2009 dostał stałą rolę Scotta Nielsona, chłopaka pielęgniarki Cherry Malone i tajnego handlarza narkotyków, w telenoweli BBC Lekarz (Doctors). W 2011 roku zagrał Księcia Ashtona w filmie Hallmark Channel Bajkowe Boże Narodzenie (A Princess for Christmas) u boku Rogera Moore i Katie McGrath.
Po występie w telewizyjnym dramacie BBC Pierwsze światło (First Light, 2011), w 2012 roku zagrał Batmana w widowisku Batman Live. W 2013 został obsadzony w roli Jamiego Frasera w serialu Outlander. W sierpniu 2017 trafił na okładkę magazynu „Men’s Health”

## Życie osobiste
Spotykał się z Amy Shiels (2013), Abbie Salt (2014), Cody Kennedy (2014), Caitriona Balfe (2014-2016) i MacKenzie Mauzy (w listopadzie 2016).

## Wybrana filmografia

### Filmy fabularne
- 2001: Małe momenty (Small Moments, film krótkometrażowy)
- 2007: A Very British Sex Scandal (TV) jako Edward McNally
- 2009: Breaking the Mould: The Story of Penicillin (TV) jako dr Charles Fletcher
- 2010: Młody Aleksander Wielki (Young Alexander the Great) jako Aleksander
- 2010: First Light (TV) jako Geoffrey 'Boy' Wellum
- 2011: Bajkowe Boże Narodzenie (A Princess for Christmas, TV) jako Książę Ashton z Castlebury
- 2013: Emulsion jako Ronny Maze
- 2014: Heart of Lightness jako Lyngstrand

### Seriale TV
- 2004: Island at War jako Philip Dorr
- 2005: River City jako Andrew Murray
- 2006: The Wild West jako John Tunstall
- 2007: Morderstwa w Midsomer (Midsomer Murders) jako Ian King
- 2007: Party Animals jako Adrian Chapple
- 2007: Rebus jako Peter Carr
- 2009: Lekarze (Doctors) jako Scott Nielson
- 2010: Any Human Heart jako Porucznik McStay
- od 2014: Outlander jako Jamie Fraser
- 2023: The Couple Next Door jako Danny